# Noyal-Châtillon-sur-Seiche
 Noyal-Châtillon-sur-Seiche  es una población y comuna francesa, situada en la región de Bretaña, departamento de Ille y Vilaine, en el distrito de Rennes y cantón de Bruz.

## Demografía
| 1857 | 2147 | 2954 | 3168 | 4313 | 5635 |
| Para los censos de 1962 a 1999 la población legal corresponde a la población sin duplicidades (Fuente: INSEE [Consultar]) |      |      |      |      |      |